# Aucune rue ne portera ton nom
Pour plus de détails, voir Fiche technique et Distribution.
 (juin 2025).
Motif : Aucune source secondaire nationale
- Archive Wikiwix
- Bing
- Cairn
- DuckDuckGo
- E. Universalis
- Gallica
- Google
- G. Books
- G. News
- G. Scholar
- Persée
- Qwant
- (zh) Baidu
- (ru) Yandex
- (wd) trouver des œuvres sur Wikidata

| 1. | Préciser le motif de la pose du bandeau. | Précisez le motif de la pose du bandeau en utilisant la syntaxe suivante : {{admissibilité à vérifier\|date=juin 2025\|motif=remplacez ce texte par le motif}}                                     |
| 2. | Informer les utilisateurs concernés.     | Pensez à avertir le créateur de l'article, par exemple, en insérant le code ci-dessous sur sa page de discussion : {{subst:avertissement admissibilité à vérifier\|Aucune rue ne portera ton nom}} |

Aucune rue ne portera ton nom est un film documentaire réalisé par Nadia Salem sorti en 2024,.

## Synopsis
Le film raconte l'histoire de quatre moudjahidates algériennes qui vivaient en exil, mais organisatrices de réunions clandestines et soutiens de l'indépendance algérienne,.

## Fiche technique
- Titre : Aucune rue ne portera ton nom
- Réalisation : Nadia Salem
- Écriture : Nadia Salem
- Image : Marina Galimberti, Anissa Zidna, Frédéric Gross-Quelen
- Son :Anissa Zidna
- Montage : Marina Galimberti, Nadia Salem
- Mixage : Armand Loupiac
- Étalonnage : Bruno Cabanis
- Montage son : Armand Loupiac
- Production (structure) : Rapsode Production
- Coproduction : Nadia Salem